# Orientörn
Orientörn (Nisaetus cirrhatus) är en fågel i familjen hökar inom ordningen hökfåglar.

## Utseende
Orientörnen är en medelstor örn med i flykten stora rundade vingar och rätt litet huvud. Den förekommer i två färgformer, en ljus och en mörk. Den ljusa adulta fågeln är mörkbrun ovan med vitt svartstreckat bröst. Ungfågeln är mycket ljusare, med renare vit undersida och generellt mindre streckning på hela kroppen. Den mörka formen är genomgående mörk med ljusare yttre vingpennor. Den kan tas för en mörk bivråk, men är slankare och med mycket längre vingar.

## Utbredning och systematik
Orientörnen indelas in i fem underarter:
- Nisaetus cirrhatus limnaeetus – förekommer från norra Indien till Indokina, Malackahalvön, Stora Sundaöarna och Filippinerna.
- Nisaetus cirrhatus cirrhatus – förekommer på Indiska halvön
- Nisaetus cirrhatus ceylanensis – förekommer på Sri Lanka
- Nisaetus cirrhatus andamanensis – förekommer i Andamanerna
- Nisaetus cirrhatus vanheurni  – förekommer på ön Simeulue väster om Sumatra

Tidigare utskildes underarterna limnaeetus, andamanensis och vanheurni som en egen art, Nisaetus limnaeetus. Å andra sidan behandlas ofta floresörn (N. floris) som en underart till orientörn.

### Släktestillhörighet
Örnarna i Nisaetus inkluderades tidigare i Spizaetus, men studier visar att de inte är varandras närmaste släktingar.

## Levnadssätt
Arten hittas i skog, skogsbryn, större parker och plantage.

## Status och hot
Arten har ett stort utbredningsområde och en stor population, men tros minska i antal till följd av habitatförstörelse och störningar som människan orsakar, dock inte tillräckligt kraftigt för att den ska betraktas som hotad. Internationella naturvårdsunionen IUCN kategoriserar därför arten som livskraftig (LC). Världspopulationen har inte uppskattats, men den beskrivs som vanlig eller ovanlig.

## Bilder

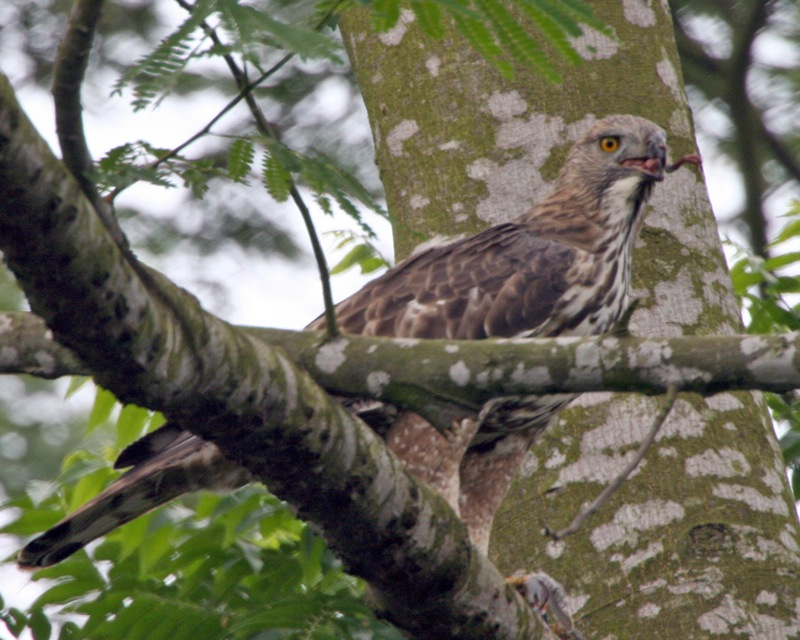
Underarten limnaeetus – Simeskogen, Singapore
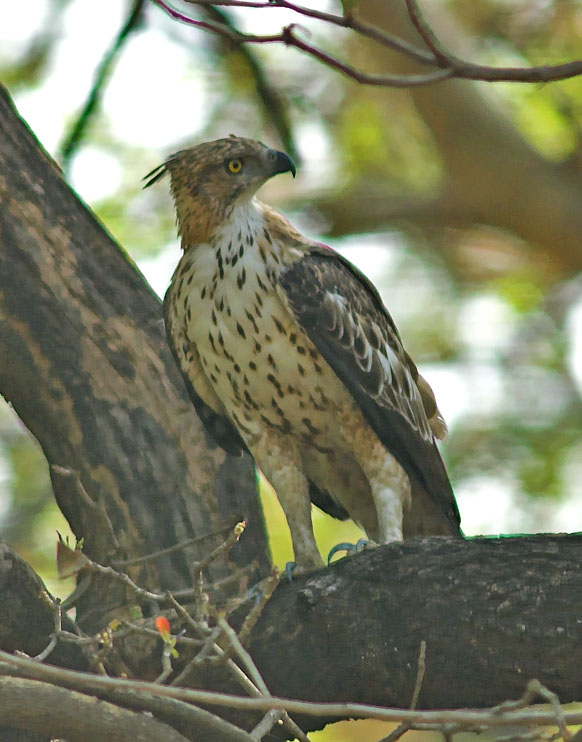
Underarten cirrhatus – Kolkata, Indien
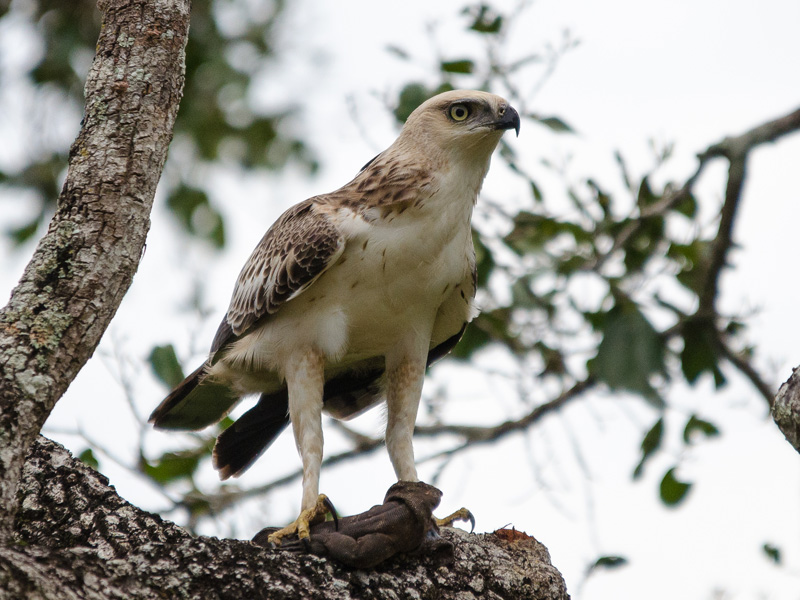
Underarten ceylanensis - Yala nationalpark, Sri Lanka